# Stow (Lincolnshire)
Stow è un villaggio e parrocchia civile dell'Inghilterra, appartenente alla contea del Lincolnshire.